# Gorgast
Gorgast è una frazione del comune tedesco di Küstriner Vorland.

## Storia
Il centro abitato di Gorgast fu citato per la prima volta nel 1375. Il 31 gennaio 1997 il comune di Gorgast fu fuso con i comuni di Küstrin-Kietz e Manschnow, formando il nuovo comune di Küstriner Vorland.